# شهرستان نوواورسکی
شهرستان نوواورسکی (به لاتین: Novoorsky District) یک شهرستان در روسیه است که در استان اورنبورگ واقع شده‌است.